# Robert Muchamore
Œuvres principales
- Série CHERUB (2004-2017)
- Série Henderson's Boys (2009-2013)
- Série Rock War (depuis 2016)
- Série Robin Hood (depuis 2019)

Robert Kilgore Muchamore, né le 26 décembre 1972 à Londres, est un écrivain britannique, connu pour être l'auteur de CHERUB, une série de livres d'espionnage pour adolescents.
Robert Kilgore Muchamore a d'abord été détective privé, avant de se lancer à plein temps dans la littérature pour la jeunesse.

## Œuvre

### SérieCHERUB
Après un premier livre CHERUB - The Recruit (titre en français : 100 jours en enfer) publié en avril 2004, Robert Muchamore se concentre sur la série CHERUB. Cette série se compose de 17 livres. Robert Muchamore prévoit par la suite un ou plusieurs films.
Ces livres permettent de suivre la vie du personnage principal James Adams, sa sœur Lauren et d'autres agents membres de CHERUB. Cette organisation dépendrait des services secrets anglais du contre-espionnage, le MI5. Elle recrute des orphelins de 10 à 17 ans aux capacités physiques et à l’intelligence extraordinaires. Ils suivent un programme de formation initiale sélectif et un entraînement régulier. Ils participent ensuite à des missions dans le monde entier, là où souvent les adultes ont échoué, ou sont incapables de rassembler plus de preuves. Par la suite James Adams étant devenu trop âgé, l'auteur développe ses ouvrages en faisant intervenir de nouveaux personnages principaux.
| N°  | Titre anglais     | Titre français                 |
| --- | ----------------- | ------------------------------ |
| 1   | The Recruit       | Mission 1 - 100 jours en enfer |
| 2   | Class A           | Mission 2 - Trafic             |
| 3   | Maximum Security  | Mission 3 - Arizona Max        |
| 4   | The Killing       | Mission 4 - Chute libre        |
| 5   | Divine Madness    | Mission 5 - Les Survivants     |
| 6   | Man vs Beast      | Mission 6 - Sang pour Sang     |
| 7   | The Fall          | Mission 7 - À la dérive        |
| 8   | Mad Dogs          | Mission 8 - Mad Dogs           |
| 8 ½ | Dark Sun          | Mission 8 ½ - Soleil Noir      |
| 9   | The Sleepwalker   | Mission 9 - Crash              |
| 10  | The General       | Mission 10 - Le Grand Jeu      |
| 11  | Brigands M.C.     | Mission 11 - Vandales          |
| 12  | Shadow Wave       | Mission 12 - La Vague fantôme  |
| 13  | People's Republic | Mission 13 - Le Clan Aramov    |
| 14  | Guardian Angel    | Mission 14 - L'Ange gardien    |
| 15  | Black Friday      | Mission 15 - Black Friday      |
| 16  | Lone Wolf         | Mission 16 - Hors-la-loi       |
| 17  | New guard         | Mission 17 - Commando Adams    |

### SérieHenderson's Boys
Robert Muchamore écrit aussi une nouvelle série baptisée Henderson's Boys qui parle de la création de l'organisation CHERUB. Sur les sept livres prévus tous sont déjà sortis à ce jour : le premier tome, intitulé L'Évasion, le second tome Le Jour de l'aigle, le troisième L'Armée secrète et le quatrième, déjà publié en anglais à la rentrée 2011 sous le titre Grey Wolves, et en français sous le titre Opération U-Boot en octobre 2011. Le cinquième, The Prisoner, a été publié en Grande-Bretagne en février 2012 et sous le nom de Le Prisonnier publié en France en octobre 2012. One Shot Kill, quant à lui, est sorti en France, le 2 octobre 2013 sous le titre Tireurs d'élite. L'Ultime Combat, sorti le 3 septembre 2014, clôt la série.
| N° | Titre anglais | Titre français     |
| -- | ------------- | ------------------ |
| 1  | The Escape    | L'Évasion          |
| 2  | Eagle Day     | Le Jour de l'aigle |

| N° | Titre anglais  | Titre français   |
| -- | -------------- | ---------------- |
| 3  | Secret Army    | L'Armée secrète  |
| 4  | Grey Wolves    | Opération U-Boot |
| 5  | The Prisoner   | Le Prisonnier    |
| 6  | One Shot Kill  | Tireurs d'élite  |
| 7  | Scorched Earth | L'ultime combat  |

### SérieAramov
Robert a révélé dans le livre La Vague fantôme la sortie en août 2011 d'une série mettant en scène de nouveaux agents de CHERUB. La série, intitulée Aramov, est composée de trois tomes : People's Republic, Guardian Angel et Black Friday. Le premier tome a été publié en août 2011 au Royaume-Uni.
| N° | Titre Anglais     | Titre français |
| -- | ----------------- | -------------- |
| 1  | People's Republic | Le Clan Aramov |
| 2  | Guardian Angel    | L'Ange gardien |
| 3  | Black Friday      | Black Friday   |
| 4  | Lone Wolf         | Hors-la-loi    |
| 5  | New Guard         | Commando Adams |

### SérieRock War
Robert Muchamore a annoncé avoir déjà préparé des projets après les différentes séries autour de CHERUB. Le plus sérieux serait le projet JET (nom initialement donné à sa nouvelle série), mais qui s'appellera finalement Rock War. Cette série parlera d'une bande d'amis Jay, Alex, Alfie et Tristan qui sont membres du groupe Brontobyte qui est un groupe de rock. L'histoire se passera à Camden au Nord de Londres et l'histoire débutera au Festival de Musique contemporaine de l’école de Camden en 2014. Le livre racontera les péripéties de ce boys band en parlant notamment de sexe, de drogue et surtout de rock (comme le définit Robert Muchamore). Robert Muchamore a déjà écrit le premier tome dont il a notamment lu un extrait au Festival du Livre de Queen’s Park à Londres le 20 mai 2012,. Il fait d'ailleurs référence à ce nouveau projet dans une lettre d'information de son site officiel. Le livre devrait sortir en janvier 2014 au Royaume-Uni et le site internet de la série devrait être dévoilé pendant l'été 2013. En France, il devrait sortir en janvier 2016 aux éditions Casterman (qui publient également "CHERUB")
| N° | Titre anglais | Titre français   | Date de sortie (français) |
| -- | ------------- | ---------------- | ------------------------- |
| 1  | Rock War      | La rage au cœur  | 6 janvier 2016            |
| 2  | Boot Camp     | L'enfer du décor | 18 janvier 2017           |
| 3  | Gone Wild     | Hors de contrôle | 6 septembre 2017          |
| 4  | Crash Landing | L'ultime rappel  | 30 mai 2018               |

## Livre en ligne
Il existe un mini-livre disponible au téléchargement. Il s'agit de Soleil noir, mini-livre d'une centaine de pages donné gratuitement lors de l'achat d'un ouvrage de Robert Muchamore. Il se situe entre Mad Dogs et Crash. Ce livre, publié pour le World Book Day, est maintenant disponible gratuitement en téléchargement sur le site officiel anglais de Cherubcampus. Ce livre édité en octobre 2012, est offert au format imprimé dans toutes les librairies participant à l'opération liée à la parution de La Vague fantôme, à partir du 12 mai 2011. Le livre pourra également être acheté séparément.
Il existerait aussi un livre en anglais, intitulé Home, non imprimé mais disponible sur le site de l'auteur , sans rapport toutefois avec la série CHERUB, contrairement aux autres bonus disponibles sur ce site.
Entre l'écriture et de 100 Jours en enfer et de Trafic, Muchamore a écrit un roman intitulé Little Criminals. Il a posté les deux premiers chapitres sur le forum officiel de la série CHERUB, pour voir ce que ses fans pensaient. Contrairement à Home, il n'a toujours pas publié le reste du texte sur le site, car il a toujours un peu d'espoir que le livre soit publié par un éditeur. Il a aussi écrit une histoire appelée The Sauvages et CHERUB Junior pour les plus jeunes.
Muchamore a mis en ligne sur son site plusieurs histoires bonus de CHERUB : 
- La première mission de Kerry, qui met en scène la première mission de Kerry Chang[8].
- Prof de maths, passage coupé du chapitre 27 du tome 1 qui met James Adams en professeur de mathématiques[9].
- La directrice, passage coupé du chapitre 35 du tome 1 qui est après le combat à la cantine avec Stuart et Gareth et qui justifie la raison pour laquelle Ewart est tellement en colère contre James dans les scènes qui suivent[10].
- Disconnected, qui met en scène le père de James Adams[11].
- Christmas Story, qui raconte le Noël 2004 du campus[12].
- CHERUB Jr (cité plus haut), qui raconte l'histoire de Zoe et Rob King, deux T-shirts rouges[13].
- The Swich, qui a été juste publiée dans la version poche du tome 10[14].
- Three Futures, qui met en scène 3 futurs possibles de James Adams après le tome 12 qui sont : Playboy[15], The Family Man[16] et The Chairman[17].
- 4 cartes montrent l'évolution du campus avec une légende qui raconte le contexte. Il y a le campus de 1941, de 1965, de 1985 et de 2010[18].